# Theodor Karl August Baentsch
Theodor Karl August Baentsch (* 13. Dezember 1861 in Sandersleben (Anhalt); † 12. oder 13. Februar 1913 in Mainz) war ein hochrangiger Beamter (Gewerberat) im Großherzogtum Hessen.
So war er von 1894 bis zu seinem Tod der Leiter (Gewerbeinspektor) der Gewerbeinspektion (heute Gewerbeaufsicht) des Aufsichtsbezirks Mainz (mit Rheinhessen). Während dieser Zeit war er unter anderem für den Bau der Beamtensiedlung in der Baentschstraße in Mainz mitverantwortlich.